# San Francisco Teopan
San Francisco Teopan es una localidad del estado mexicano de Oaxaca. Es cabecera del municipio de San Francisco Teopan.

## Demografía
| Censo | Población |
| ----- | --------- |
| 1900  | 464       |
| 1910  | 576       |
| 1921  | 527       |
| 1930  | 386       |
| 1940  | 586       |
| 1950  | 487       |
| 1960  | 468       |
| 1970  | 516       |
| 1980  | 415       |
| 1990  | 353       |
| 1995  | 284       |
| 2000  | 314       |
| 2005  | 265       |
| 2010  | 247       |
| 2020  | 179       |